# Ashburton River (Indischer Ozean)
Der Ashburton River ist ein Fluss im Nordwesten des australischen Bundesstaates Western Australia. Er liegt in der Region Pilbara.

## Geografie
Der Fluss entspringt zwischen Ophthalmia Range und Lofty Range bei Bulloo Downs rund 50 km südlich von Newman in der Nähe des Great Northern Highway. Er fließt zunächst nach Westen zum Mount Vernon. Dort biegt er nach West-Nordwest ab und mündet etwa 20 km westlich von Onslow in den Indischen Ozean.

### Nebenflüsse mit Mündungshöhen
- Limestone Creek – 542 m
- Goldfields Creek – 502 m
- Monkey Creek – 485 m
- Brumby Creek – 422 m
- Perry Creek – 418 m
- Ethel River – 394 m
- Tunnel Creek – 387 m
- Turkey Creek – 379 m
- Glen Ross Creek – 366 m
- Gorge Creek – 347 m
- Mucalana Creek – 336 m
- Pingandy Creek – 322 m
- Little Pingandy Creek – 312 m
- Angelo River – 297 m
- Turee Creek – 268 m
- Fords Creek – 256 m
- Wandarry Creek – 245 m
- Seven Mile Creek – 243 m
- Stockyard Creek – 221 m
- Gorge Creek – 215 m
- Dead Horse Creek – 199 m
- Irregully Creek – 182 m
- Hardey River – 140 m
- Metawandy Creek – 139 m
- Duck Creek – 123 m
- Urandy Creek – 115 m
- Sandy Creek – 98 m
- Henry River – 98 m
- Jubricoo Creek – 62 m
- Peepingee Creek – 46 m[1]

### Durchflossene Seen
- Mooline Pool – 209 m
- Kooline Pool – 183 m
- Barliyunnu Pool – 126 m
- Cobbler Pool – 116 m
- Boolaloo Pool – 113 m[1]

## Geschichte
Die Stadt Onslow befand sich ursprünglich an der Flussmündung, und eine Mole diente als Hafen für die Siedlung und die Region. Nach dem Bau eines Tiefwasserhafens bei Beadon Point, etwa 15 km weiter östlich, siedelten die Bewohner um.

## Fauna
Im Ashburton River gibt es viele Fischarten, z. B. den Barramundi und den Mangrove Jack (Lutjanus argentimaculatus). Gelegentlich findet man auch Salzwasserkrokodile im Unterlauf. Die Ufer bevölkern Schwarzschwäne, Mangrovereiher, Australische Trappen und Buschtriele.